# Wonsaponatime
Wonsaponatime (un coloquial de Once upon a time, en español Había una vez) es una colección de grabaciones caseras, canciones descartadas y material inédito grabado por John Lennon y sirve como recopilatorio de los mayores éxitos del box set John Lennon Anthology. Publicado en 1998, algunas de las canciones incluidas en Wonsaponatime se muestran reducidas y cortadas con respecto a las versiones originales incluidas en John Lennon Anthology.
Wonsaponatime alcanzó el puesto #76 en las listas de éxitos británicas, si bien no entró en las listas de Estados Unidos.

## Lista de canciones
Todas las canciones compuestas por John Lennon excepto donde se anota.
1. "I'm Losing You" - 3:56
2. "Working Class Hero" - 3:58
3. "God" - 3:16
4. "How Do You Sleep?" - 5:00
5. "Imagine" - 3:05
6. "Baby Please Don't Go" (Walter Ward) - 4:04
7. "Oh My Love" (John Lennon/Yoko Ono) - 2:43
8. "God Save Oz" (John Lennon/Yoko Ono) - 3:20
9. "I Found Out" - 3:47
10. "Woman Is The Nigger Of The World" - 5:14
11. "'A Kiss Is Just A Kiss'" (Herman Hupfeld) - 0:11
12. "Be-Bop-A-Lula" (Gene Vincent/T. Davis) - 2:40
13. "Rip It Up/Reddy Teddy" (Blackwell/Marascalo) - 2:26
14. "What You Got" - 1:14
15. "Nobody Loves You When You're Down And Out" - 5:02
16. "I Don't Wanna Face It" - 3:31
17. "Real Love" - 4:07
18. "Only You" (Buck Ram/Ande Rand) - 3:24
19. "Grow Old With Me" - 3:18
20. "Sean's "In The Sky" " - 1:22
21. "Serve Yourself" - 3:47